# Stazione di Feldkirch
La stazione di Feldkirch (in tedesco Bahnhof Feldkirch) è una stazione ferroviaria a servizio del comune austriaco di Feldkirch, sulla ferrovia del Vorarlberg e sulla linea Feldkirch-Buchs, di cui è il capolinea orientale.

## Storia
La stazione fu attivata il 1º luglio 1872, in occasione dell'apertura della ferrovia del Vorarlberg. Il 24 ottobre seguente fu connessa a Buchs tramite l'apertura della ferrovia Feldkirch-Buchs.
Il fabbricato viaggiatori originale della stazione fu ripetutamente ampliato a partire dal 1884, quando la ferrovia dell'Arlberg trasformò Feldkirch in un nodo di trasporto internazionale. Negli anni 1960, il fabbricato viaggiatori originale fu infine abbattuto. All'inizio del 1969 entrò in funzione il nuovo edificio. Tra il 1999 e il 2001, la stazione fu nuovamente ristrutturata nell'ambito dell'iniziativa ÖBB-Bahnhofs. I lavori comportarono anche la sostituzione dei marciapiedi e del sottopassaggio pedonale. Nel 2010, in un sondaggio condotto dal Verkehrsclub Österreich (VCÖ), la stazione fu nominata dai passeggeri intervistati come la sesta stazione ferroviaria più bella dell'Austria.

## Strutture e impianti
La stazione dispone di 5 binari serviti da marciapiede per il servizio viaggiatori. Essa è dotata di un moderno fabbricato viaggiatori e due banchine ad isola.

## Movimento
La stazione costituisce uno dei principali snodi ferroviari del Vorarlberg, ed è servita da treni regionali sulle linee S1 (cadenza semioraria sulla relazione Bludenz - Bregenz Hafen), S2 (12 treni al giorno, nei giorni lavorativi, per Buchs) ed R5 (3 treni al giorno, nei giorni lavorativi, per Sankt Margrethen) sulla S-Bahn del Vorarlberg, oltre che dai treni della linea REX1 tra Bludenz e Lindau-Insel. Periodicamente, è inoltre servita da treni Railjet e treni della S-Bahn del Lago di Costanza.
La stazione è, ai fini doganali, una stazione di confine per i passeggeri provenienti dal Liechtenstein e dalla Svizzera. In quanto tale, nella stazione possono essere effettuati controlli da parte dei funzionari doganali austriaci. I controlli sistematici dei passaporti sono stati ridotti con l'ingresso della Svizzera nell'Area Schengen nel 2008 e poi eliminati con l'ingresso del Liechtenstein nel 2011.

## Servizi
Le banchine a servizio dei binari sono collegate tra loro tramite un sottopassaggio pedonale e sono accessibili ai portatori di disabilità grazie a degli ascensori. Nella stazione sono presenti:
- Biglietteria a sportello
- Biglietteria automatica
- Sala d'attesa
- Servizi igienici
- Bar
- Negozi

Sono presenti parcheggi di interscambio per automobili e biciclette.

## Interscambi
- Fermata autobus (Feldkirch station)[12]